# Irina Wiktorowna Tschaschtschina
Irina Wiktorowna Tschaschtschina (russisch Ирина Викторовна Чащина, englische Transkription Irina Viktorovna Tchachina; * 24. April 1982 in Omsk) ist eine ehemalige Rhythmische Sportgymnastin aus Russland.

## Leben
Unter ihrer Trainerin Irina Winer wurde sie 2001 mit dem Handgerät Seil Europameisterin, in den Rubriken Reifen, Ball und Keulen belegte sie Platz zwei hinter ihrer Teamkollegin Alina Maratowna Kabajewa. Ihr wurde 2001 auch der seit 1997 vergebene Prix de l’Elegance verliehen. Die bei der Weltmeisterschaft im selben Jahr gewonnene Silbermedaille wurde ihr jedoch aberkannt, da man in einem positiven Dopingtest ein Diuretikum nachweisen konnte.
2003 wurde Tschaschtschina Vize-Europameisterin und -Weltmeisterin mit den Keulen. 2004 gewann sie die Silbermedaille bei den Olympischen Spielen in Athen (Rhythmische Sportgymnastik 2004).